# Посилторг

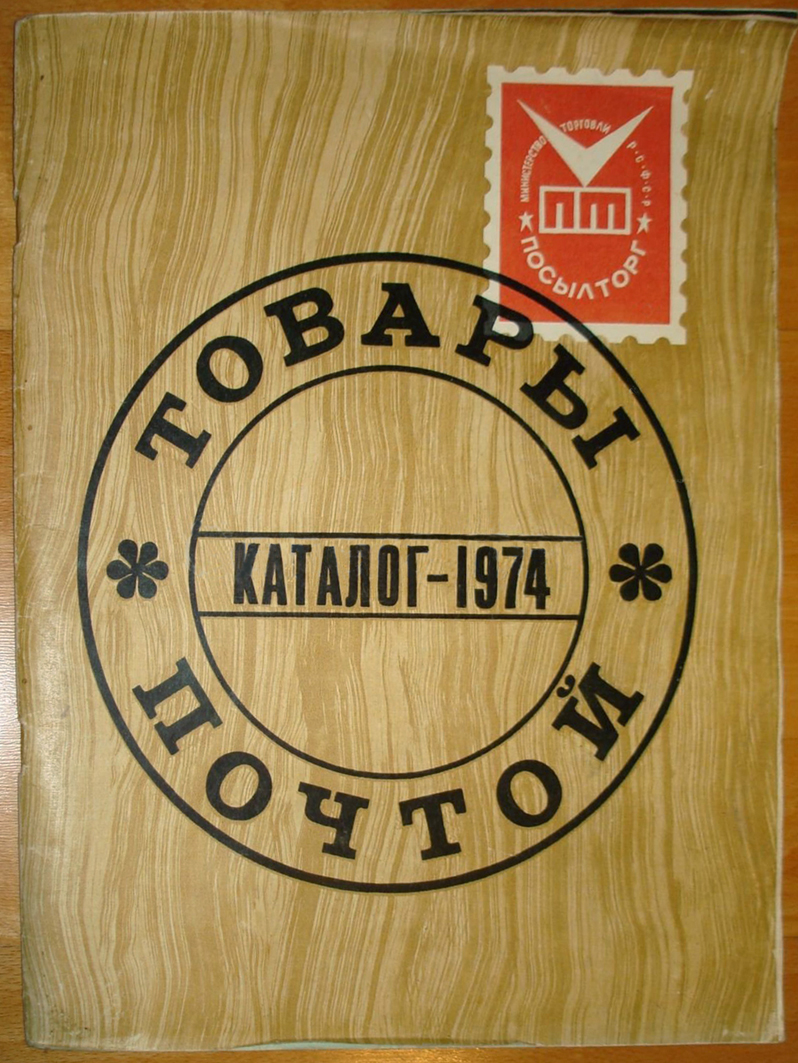
Обложка каталогу «Посылторг» СРСР 1974 року

Посилторг — (рос. Посылторг) торгова система в СРСР, що надсилала поштою товари замовлені по каталогу.

## Історія
Вперше посилкова торгівля з'явилась в другій половині 19-го сторіччя в США. В 1872 році американська фірма «Montgomery Ward», згодом компанія «Richard Warren Sears» (1888) розпочали продаж товарів по каталогу та відправлення їх поштовою службою.
В Канаді фірма T. Eaton Co. Limited розпочала свою діяльність в 1884 році.
В Німеччині першими фірмами посилкової торгівлі були компанії «Ernst Mey» (1886 р.), « August Stukenbrok Einbeck» (продаж велосипедів) 1888 рік, «Quelle» (1927). Такий вид торгівлі за межами крамниці повністю задовольняв бажання покупців, особливо периферійних районів країн.
Початок посилкової торгівлі в СРСР було розпочато в 1924 році низкою великих торговельних організацій ГУМ, «Мосторг» та інші. У 1931—1940 рр. в складі Наркомату торгівлі РРФСР діяла республіканська контора «Посилторг», яка обслуговувала в основному підприємства і установи.
У 1949 р в Мінторгу СРСР була організована Всесоюзна посилкова контора «Союзпосилторг». В її завдання входило задоволення потреб жителів віддалених районів в дефіцитних товарах. За 1949—1956 р. вона відправила 5600 тис. посилок з товарами на 1530 млн крб. Асортимент товарів налічував до 3500 найменувань, в тому числі радіотовари, годинники, швейні машини, велосипеди.
У 1956 р контора була передана в систему Мінторгу РРФСР перейменована в «Посилторг» і почала роботу також з великогабаритними товарами, в тому числі холодильниками і пральними машинами. В 1956 році «Посилторг» випустив близько 2 млн примірників прейскурантів, каталогів та інших рекламних матеріалів, дав близько 1500 оголошень в газетах, в журналах і на радіо.

## Діяльність

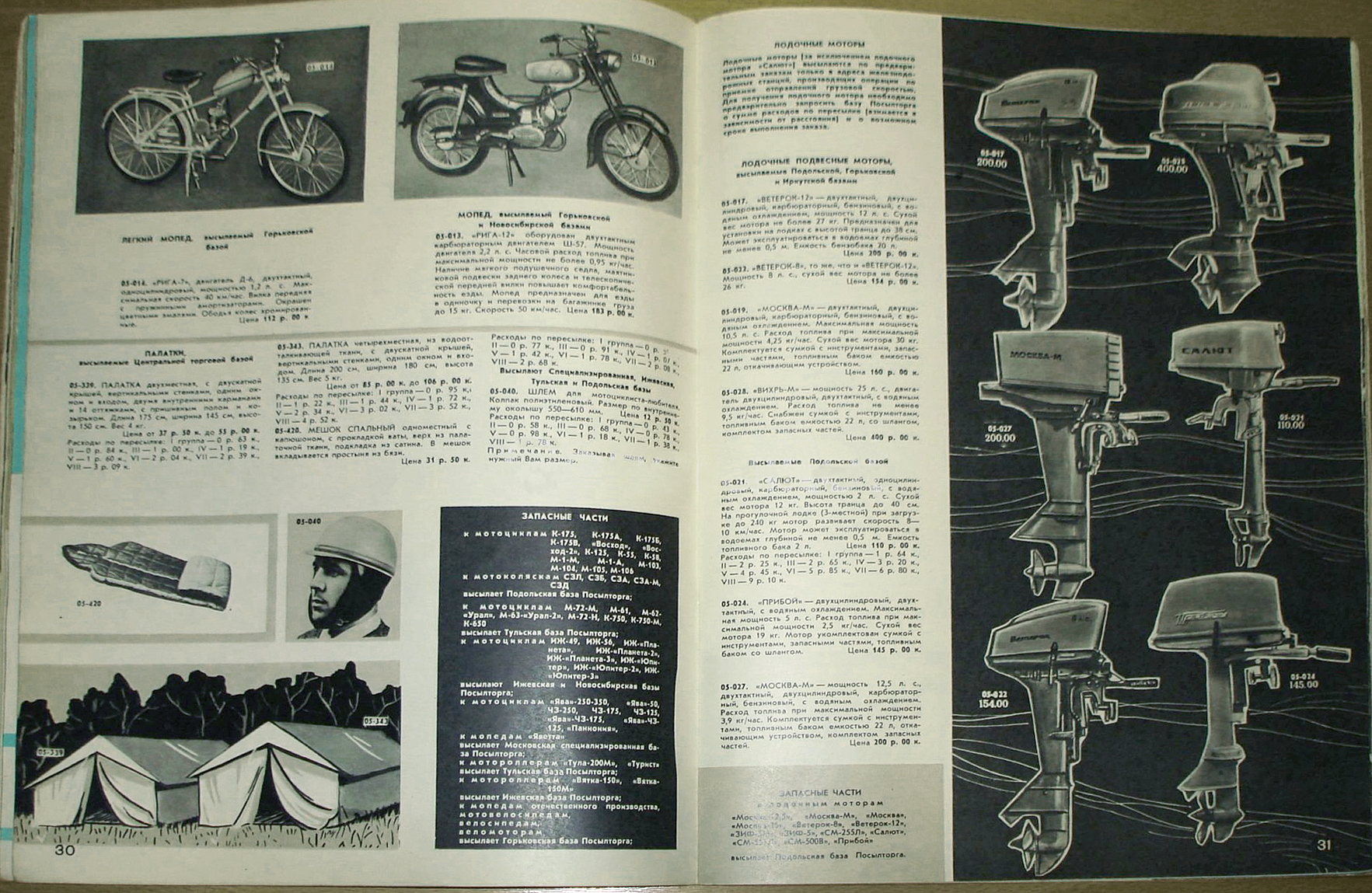
Сторінки каталогу «Посилторг», 1974 рік

Каталог «Посилторгу» був у всіх поштових відділенях СРСР.
Кожен охочий міг замовити (листом) зазначений в каталозі товар без передплати. Оплата за товар та доставку здійснювалась при отриманні посилки на пошті.
В радянських реаліях, відправлене споживачем замовлення зовсім не означало, що базою товар буде надіслано. В умовах загального товарного дефіциту та планової економіки СРСР, це ніяк не могло задовольнити попит на товари. В більшості випадків товар надходив замовнику з великим запізненням, або зовсім не надсилався.
Окрім загального каталогу, були ще і окремі по автомотозапчастинам, «Книга-поштою» та інші. На торгівлю запчастинами мототехніки та велосипедів перепадало 30 % (1973 р.) роздрібної торгівлі СРСР.
«Посилторг» був у відомстві міністерства торгівлі РРФСР, в його складі було декілька регіональних баз (12 на 1974 р.), кожна з яких спеціалізувалась на певних групах товарів. Центральна торгова база Посилторгу знаходилась в Москві за адресою вул. Авіамоторна 50.

## Цікаві факти
- Сьогодні в приватних об'явах продажу старих автомотозапчастин можна зустріти деякі нові деталі мотоциклів «Jawa» та інші, з дописом «Посилторг», такі запчастини бувають навіть в оригінальній посилці того часу (1960-70-х років). Це тому, що деякі споживачі регулярно (навіть роками) надсилали замовлення в «Посилторг», і лише інколи, згодом отримували дефіцитні деталі, хоча можливо замовник вже й не мав в них потреби.
- Замовлення товару через «Посилторг» давало хоч якийсь шанс придбати дефіцитні речі.
- В наш час каталоги «Посилторгу» є букіністичним об'єктом колекціювання.